# Kazimierz Szemioth
Kazimierz Szemioth, ps. Lucjan Kaszem (ur. 7 kwietnia 1933 w Warszawie, zm. 10 października 1985, tamże) – polski poeta, pisarz, autor tekstów piosenek, publicysta, aktor estradowy, malarz i grafik. Był odznaczony Krzyżem Kawalerskim Orderu Odrodzenia Polski.

## Życiorys

### Dzieciństwo i młodość
Był synem prawnika i sędziego Sądu Najwyższego Wacława Szemiotha (zm. w 1942), wywodzącego się ze szlachty żmudzkiej herbu Łabędź odmienny, i Anny z Doroszewskich. Miał młodszego brata Władysława (ur. 1935). Dzieciństwo spędził w Grodzisku Mazowieckim, gdzie ukończył szkołę średnią. W 1952 roku rozpoczął studia na Wydziale Malarstwa Akademii Sztuk Pięknych w Warszawie, lecz został powołany do odbycia służby wojskowej i musiał opuścić uczelnię. Po pewnym czasie został zwolniony z wojska ze względu na stan zdrowia i rozpoczął naukę rysunku i malarstwa w prywatnej szkole Emilii Wysockiej w Warszawie (1953–1959).

### Działalność literacka i poetycka
Jako poeta i autor tekstów piosenek zadebiutował w 1954 roku. Pisał fraszki, limeryki i sonety, dając wyraz swej fascynacji góralszczyzną (także w malarstwie). Pod pseudonimem Lucjan Kaszem tłumaczył teksty piosenek angielskich, francuskich i rosyjskich. Jest autorem tomu wierszy Ona żąda berła (1974), libretta musicalu Karmazynowa dama (muz. Janusz Kępski, Teatr Muzyczny im. Danuty Baduszkowej w Gdyni – premiera widowiska miała miejsce na początku lat 70. XX w.); suity Sine ira et studio (muz. Artur Żalski), widowiska Pani Latter (według Bolesław Prusa, reż. Adam Hanuszkiewicz, Teatr Powszechny w Warszawie), kolęd (wyk. Zespół Pieśni i Tańca „Śląsk”), pastorałek i pieśni paschalnych: Narodziła nam się dobroć, Lamenty wielkopiątkowe, Ziarno, Kantata Wielkanocna (muz. Stanisław Hadyna). W 1981 roku ukazał się jego poemat pt. Słowo o życiu i śmierci matki naszej Anny, dedykowany papieżowi Janowi Pawłowi II.

### Teksty piosenek, Polskie Radio, Czasopisma
W latach 50. XX w. do tekstów piosenek jego autorstwa, muzykę komponowała jego żona Hanna Skalska, zaś ich wykonawczyniami były głównie Natasza Zylska (Uciekam przed nocą, Klipsy, Jesienna rumba, Kukurydza, Ach, znów Fernando, Zamyślona piosenka, Sam bym nie tańczył samby) i Ludmiła Jakubczak (piosenki niekiedy te same, które śpiewała Zylska: Klipsy, Kukurydza, Sam bym nie tańczył samby; jak i inne: Plamy na suficie, Rogaliki na śniadanie, a także przebój pt. Wakacje z deszczem). Artysta miał też na koncie współpracę z Polskim Radiem, prowadząc program „5 minut o wierszowaniu” i występując w audycjach: „Parnasik”, „Muzyka i aktualności”, w satyrycznym cyklu pt. Krasnoludki są na świecie oraz w teatrze radiowym „Małpa”. Współpracował także z wydawnictwami „Synkopa” oraz „Śpiewamy i Tańczymy”. Jego kolejne teksty piosenek to m.in.: Przejdźmy wreszcie na ty (muz. Bohdan Kendelewicz – wyk. Wojciech Gąssowski i Tajfuny, a następnie Polanie, Dobra miłość między nami, Kiedy świece płoną (oraz tekst utworu Portret) – wyk. Portrety (I nagroda na Giełdzie Giełd, 1969), Jaskółka uwięziona – wyk. Stan Borys (nagroda dziennikarzy na XI KFPP w Opolu i Bursztynowy Słowik na XIII MFP w Sopocie, 1973) – wszystkie z muzyką Janusza Kępskiego; Intymność (muz. Jerzy Abratowski), Listów pożółkła biel – wyk. Stan Borys (muz. Adam Sławiński), Pachniał wrzos – wyk. Nina Urbano (muz. Józef Rusek), Jeszcze dzieci (muz. Andrzej Rybiński) – wyk. Andrzej i Eliza, Gdyby nie ty, Warszawo (muz. Marek Sart) – wyk. Zbigniew Wodecki i wiele innych. Jego teksty śpiewali także: Jan Kobuszewski, Bernard Ładysz, Adam Zwierz, Barbara Muszyńska, Jerzy Połomski, Sława Przybylska, Rena Rolska, czy Zdzisława Sośnicka. Od początku lat 60. XX w. pracował równolegle jako poeta, a także malarz i grafik. Na przełomie lat 1972/1973 był współzałożycielem i autorem tekstów folkowej formacji „Dyliżans”, z którą przez kilka lat współpracował.

### Malarstwo i grafika
W malarstwie posługiwał się najczęściej akwarelą, lecz również olejem, gwaszem, temperą i akrylem – rysował także piórkiem (również na porcelanie). W 1965 roku został członkiem Związku Polskich Artystów Plastyków. W roku 1973 został przyjęty do sekcji «J» (Sekcja Autorów Dzieł Plastycznych) Związku Autorów i Kompozytorów Scenicznych. Swoje prace plastyczne prezentował w Warszawie na Festiwalu Sztuk Pięknych w Zachęcie (1967), na Ogólnopolskiej Wystawie Malarstwa „Jeździec i koń” oraz na Festiwalu Sztuk Plastycznych (obydwa wydarzenia miały miejsce w 1968) oraz w 1971 w Wiedniu (Tematy judaistyczne w malarstwie polskim) i Kielcach (Polska Sztuka Współczesna). W 1973 odbył się indywidualny pokaz, zatytułowany Akwarele Szemiotha (był prezentowany także w Kopenhadze pt. Polski malarz-akwarelista, Kazimierz Szemioth). Swoje prace wystawiał również na ekspozycjach zbiorowych: Miniatura akwarelowa (Nowy Jork, 1975 – I nagroda), Polski pejzaż w malarstwie (Lublin, 1975), podczas I Ogólnopolskiej Wystawy Rysunku (Warszawa, 1978) i Ogólnopolskiej Wystawy Malarstwa w Warszawie (1980); Tadeusz Brzozowski, uczniowie i przyjaciele (Warszawa, 1981 – II nagroda) oraz na Ogólnopolskiej Wystawie Akwareli (Koszalin, 1982 – nagroda). W roku 1983 zaprezentował swoje prace na wystawach „Krajobraz Polski” w Elblągu i „Tematy judaistyczne w ceramice” w Izraelu – ukazał się także autorski kalendarz artysty. Kolejne wystawy indywidualne, malarstwa Kazimierza Szemiotha to: Akwarela o tematyce polskiej (Berno, 1980), w latach 1984–1985 w Paryżu i Kwiaty Polskie (Bruksela, 1985). Grafikę uprawiał używając techniki litograficznej; zajmował się m.in. grafiką książkową, ilustrując Iskry: wiersze Marii Simonajtis (Korespondencyjny Klub Młodych Pisarzy przy ZG ZMW: Ludowa Spółdzielnia Wydawnicza, 1970) i W pewnym mieście Fantaluzji, autorstwa Adama Sznapera (Wydawnictwo Literackie, 1973). Akwarele artysty znajdują się w zbiorach prywatnych, pojawiają się także w polskim handlu antykwarycznym.

## Życie prywatne
Kazimierz Szemioth miał zamiłowanie do terenów górskich, choć był prażaninem, który mieszkał nad Trasą Łazienkowską w dwupoziomowym mieszkaniu, gdzie powstały jego najlepsze prace. Był dwukrotnie żonaty. Na początku lat 50. XX w. ożenił się z Hanną Skalską (1921–1964), kompozytorką, autorką piosenek, redaktorką działu muzycznego Polskiego Radia, związaną z łódzkim, a następnie z warszawskim środowiskiem muzycznym. W 1980 roku poślubił poetkę i tłumaczkę Wandę Wojciechowicz. Obydwa małżeństwa były bezdzietne.

### Śmierć i pochówek
Artysta zmarł nagle w wieku 52 lat, w wyniku komplikacji po operacji wyrostka robaczkowego. Został pochowany na Cmentarzu Wojskowym na Powązkach w Warszawie (kwatera C-B-47).

### Działania mające na celu upamiętnienie artysty
Po śmierci Kazimierza Szemiotha ukazała się płyta Wiesława Ochmana pt. Narodziła nam się dobroć – Nowe kolędy i pastorałki polskie (1985), zawierająca jego kolędy i pastorałki do muzyki Stanisława Hadyny. W roku 1986 wydano reprodukcje jego akwarel w postaci karnetów oraz eksponowano jego prace we Wrocławiu i w roku następnym w Warszawie. Powstał również film o Kazimierzu Szemiothu w reż. Franciszka Kuduka (1986). W 2010 roku ukazała się książka pt. Kazimierz Szemioth malarz i poeta 1933-1985 wraz z płytą, zatytułowaną Kiedy gaśnie twoje światło z dedykacją: Przyjaciele Kazikowi - w 25 rocznicę śmierci autora «Jaskółki uwięzionej». Zespół Pieśni i Tańca „Śląsk” nagrał także Pieśni wybrane na głos z fortepianem (sł. K. Szemioth, muz. S. Hadyna). Jego list do Stanisława Hadyny z lat 80. XX w. przechowuje Izba Tradycji Zespołu Pieśni i Tańca „Śląsk”. 8 kwietnia 2019 roku o godz. 14:00, odsłonięto pamiątkową tablicę poświęconą pamięci artysty. Inicjatorami upamiętnienia Kazimierza Szemiotha byli: kompozytor Andrzej Rejman, filozof Małgorzata Zielińska oraz aktorka Anna Bojarska-Urbańska i jej mąż Marek Urbański.